# Iveco Acco
L'Iveco Acco è un autocarro di gamma media e gamma pesante, realizzato dalla Iveco Australia appositamente per il mercato locale; la denominazione Acco (da Australian C-Line Cab Over) è in uso a partire dal 1972, quando veniva prodotto dalla filiale locale della International Harvester per poi adottare il marchio Iveco. È stato venduto, sino al 2014, in oltre 78 000 unità.
Nel fine 2018 viene presentata la nuova generazione di Acco (denominato Euro 6 Acco) basata sull’Iveco Stralis X-Way.

## Storia
Lanciato nel 1972 con cabina tradizionale, l'Acco ha dato vita a una famiglia di autocarri, successivamente dotata della cabina EuroTech e nel 2008 Stralis. Nel 2014 la famiglia Acco ottiene un restyling estetico e tecnico, guadagnando soprattutto la possibilità di essere acquistato con trazione 4x2, 6x4 e 8x4 e con il sistema di controllo elettronico della stabilità ESC.
Novità anche a livello di motore, disponibile con potenze comprese tra 284 e 345 CV, con motore Euro 5 da 8,9 litri.
Il 25 settembre 2019 viene prodotto l’esemplare numero 90.000 nello stabilimento di Dandenong in Australia.
Il 30 ottobre 2019 viene prodotto l’ultimo esemplare di Acco Euro 5 con lo storico telaio che altro non era che l’evoluzione dell’originale Acco lanciato nel 1972. Contemporaneamente Iveco annuncia la produzione dell’erede, l’Acco Euro 6, prevista per il primo quadrimestre 2020 basato sul telaio dello Stralis X-Way prodotto localmente.

## Caratteristiche
- Motore: Cummins ISC 05 - 8,9 litri, sei cilindri common-rail
- Potenza: 280 e 349 HP.
- Coppia: 1.085 Nm versioni 260/285 HP e 1.288 Nm per il 315 HP
- Trasmissione: Allison a 5, 6 o 13 rapporti
- PTC della gamma ACCO 2350G
  - GVM 4x2 16,5 ton
  - GCM 4x2 36,0 ton
  - GVM 6x4 24,5 ton
  - GCM 6x4 cambio automatico 30,0 ton
  - GCM 6x4 cambio manuale 42,5 ton
  - GVM 8x4 30,0 ton
  - GCM 8x4 42,5 ton
- Dimensioni (mm)
  - Versione 4x2 - passo 3.800 - Lunghezza 6.200 - diametro di sterzata: 12.900
  - Versione 6x4 - passo: 4.200/6.000 - Lunghezza: 7.355/10.310 - diametro di sterzata: 17.270/21.000
  - Versione 8x4 - passo: 6.400 - Lunghezza: 10.310 - diametro sterzata: 23.490